# Swallow/スワロウ
『Swallow/スワロウ』（Swallow）は2019年のアメリカ合衆国・フランスのスリラー映画。カーロ・ミラベラ＝デイヴィスの単独長編映画監督デビュー作で、出演はヘイリー・ベネットとオースティン・ストウェルなど。食べ物以外の物体をのみ込み続ける「異食症」となった新婚の妊婦を描いている。

## ストーリー
ニューヨーク。ブルーカラーの家で生まれ育ったハンターは、大企業の御曹司（リッチー）と結婚し玉の輿に乗った。最初のうちこそ、ハンターはハドソン川沿いの豪邸での優雅な暮らしを楽しんでいたが、夫から対等な個人として扱われることはなかった。抑圧の中で生きていたハンターだったが、ある日、ビー玉を食べたいという衝動に駆られ、勢い任せに呑み込んでしまった。呑み込んだ瞬間、ハンターは今までにないほどの充実感を味わった。その後、ハンターは画鋲やバッテリーのようなものまで食べるようになり、嚥下後の充実感にますますハマっていくのだった。
しばらくして、ハンターが妊娠していることが判明した。リッチーがハンターを産婦人科へと連れて行ったところ、腹部に異常が発見された。緊急手術によって、ハンターの消化管から今まで呑み込んできた無機物が取り出された。医者はハンターが異食症を患っていると診断した。リッチーの両親（マイケルとキャサリン）はハンターに精神科の治療を受けさせることにした。心理療法の中で、ハンターは「私がビー玉やバッテリーを食べるのにハマってしまったのは、それらの食感があまりにも素晴らしいからです」と語った。
両親の命令もあって、リッチーはシリア出身の看護師ルエイにハンターの昼間の行動を監視させることにした。ハンターはますます息苦しさを感じるようになったため、ルエイへの敵意を剥き出しにしていた。ルエイが「異食症になったのは贅沢な暮らしが原因だろう」などと考えていたこともハンターの癇に障った。周囲の人々があの手この手で異食をやめさせようとしたにも拘わらず、ハンターは隠れて異食を続けていた。ある日の治療で、ハンターは「私は実の父親に1度も会ったことがないのです。彼の名前だけは聞いており、写真をいつも財布の中に入れていますが、どこにいるのかは全く見当も付きません」「母親は酒場で見知らぬ男性にレイプされたと聞きます。私はそのときにできた子供だと思っています。その犯人は刑期を終えて出所したそうですが、その男こそ私の実の父親です」と医者に明かした。医者が「お母様は中絶を考えなかったのですか」と尋ねたところ、ハンターは「母は敬虔なキリスト教徒なので、どんな理由があっても中絶という選択はしないでしょう」と答えた。
ほどなくして、ハンターはリッチーが自分の病を友人らに漏らしていたことを知り、精神的なバランスを一段と崩していくと、リッチーと彼の両親はハンターを強引に施設に入院させることにする。ところが、入院の当日になってハンターは彼女に同情したルエイの協力によって脱走する。その夜、電話でリッチーに別れを告げたハンターはリッチーから口汚く罵られたことでリッチーへの想いを断ち切る。そして、実の父親を訪ねたハンターは、彼が結婚し、幼い娘とともに幸せに暮らしていることを知る。父親と2人切りになったハンターは父親に詰め寄り、彼から過去の自分の行動を恥じているとの言葉とともに、ハンターは自分のような恥ずべき存在ではないとの言葉を引き出す。こうして気持ちに整理をつけたハンターは1人でクリニックを訪れ、中絶を誘発する薬を処方される。そして、フードコートで昼食をとりながら薬を飲み、公衆トイレで中絶を経験する。

## キャスト
- ハンター・コンラッド: ヘイリー・ベネット
- リッチー・コンラッド: オースティン・ストウェル
- キャサリン・コンラッド: エリザベス・マーヴェル
- マイケル・コンラッド: デヴィッド・ラッシュ
- ウィリアム・アーウィン: デニス・オヘア
- ルーシー: ローレン・ヴェレス
- アリス: ザブリナ・ゲバラ（英語版）
- ルエイ: ライト・ナクリ（英語版）
- アーロン: ババク・タフティ
- ベヴ: ニコール・カン

## 製作
2018年8月4日、ヘイリー・ベネットとオースティン・ストウェルの起用が発表された。25日、エリザベス・マーヴェル、デニス・オヘア、デヴィッド・ラッシュがキャスト入りした。2019年3月18日、ネイサン・ハルパーンが本作で使用される楽曲を手掛けるとの報道があった。2020年3月27日、レイクショア・レコーズが本作のサウンドトラックを発売した。

## 公開・興行収入
2018年10月29日、本作の劇中写真が初めて公開された。2019年4月28日、本作はトライベッカ映画祭でプレミア上映された。7月31日、IFCフィルムズが本作の全米配給権を獲得したと報じられた。2020年1月28日、本作のオフィシャル・トレイラーが公開された。3月6日、本作は全米3館で限定公開され、公開初週末に1万2850ドル（1館当たり4283ドル）を稼ぎ出し、週末興行収入ランキング初登場57位となった。

## 評価
本作は批評家から高く評価されている。映画批評集積サイトのRotten Tomatoesには111件のレビューがあり、批評家支持率は88%、平均点は10点満点で7.51点となっている。サイト側による批評家の見解の要約は「『Swallow/スワロウ』は家庭内の鬱屈というテーマを掘り下げているが、そのアプローチは型破りなものである。上手に演出されたストーリーとヘイリー・ベネットのパワフルな演技によって、その長所は増強されている。」となっている。また、Metacriticには22件のレビューがあり、加重平均値は65/100となっている